# 702 (číslo)
Sedm set dva je přirozené číslo. Následuje po čísle sedm set jedna a předchází číslu sedm set tři. Římskými číslicemi se zapisuje DCCII a řeckými číslicemi ψβ.

## Matematika
702 je:
- Abundantní číslo
- Složené číslo
- Nešťastné číslo

## Astronomie
- (702) Alauda je planetka hlavního pásu, kterou objevil v roce 1910 Joseph Helffrich

## Roky
- 702
- 702 př. n. l.